# 袁希洛

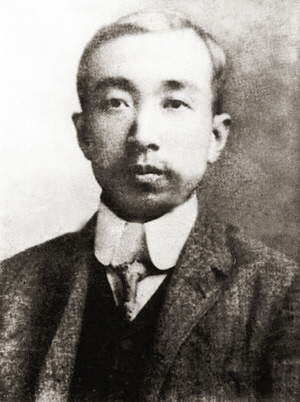

袁希洛（1876年—1962年1月29日），幼名元岑，字叔畲，号素民。祖籍宁波凤岗，是宋望族西门袁氏之后，生于上海宝山。清末秀才，孙中山就任临时大总统典礼上为授印于孙中山之人，启东设县后第一任县长。

## 生平
- 早年就读于龙门书院，后去日本留学。
- 1906年，在东京参加了孙中山创建的同盟会。
- 1910年，毕业于东京私立日本大学高等师范科。
- 回国后历任苏州公立中学、江苏省立第二中学校长、江苏公立法政专门学校教授、国立同济大学附属中学主任等职。
- 1911年，沪军都督陈其美根据同盟会要求，发起组织各省代表团商议组织中华民国临时政府。袁希洛被推举为江苏代表，和各省代表共商选举临时大总统事宜。
- 1912年1月1日，孙中山在南京就任临时大总统，在就职典礼上，袁希洛为授印代表，手持大总统印面授给孙中山。
- 1928年起先后任启东、太仓、南汇县县长。1928年1月，经江苏省政府同意，原属崇明县的外沙地区（即今之启东）设县，定名为启东，意为“启吾东疆”；2月，任袁希洛为首任县长；11月8日，启东县县长袁希洛撰写《启东设县碑记》，记录下启东设立县治的经过。
- 1946年，袁希洛被选任宝山县参议会议长。次年，被选为第一届国民大会江苏省代表（寶山縣）。
- 1951年，袁希洛被聘为上海市人民政府参事。
- 1955年，袁希洛被邀请为市政协委员，同年应邀国庆观礼，受到毛泽东主席接见，并赠给他羊裘大衣一件。
- 1956年，上海市长陈毅亲自批准，袁希洛被聘为上海市文史馆第一批馆员，写下了《我的唯物史观》、《日本侵略中国战争史》等10余万字的手稿。
- 1962年1月29日，袁希洛因煤气中毒逝世。
- 1980年，骨灰移厝于龙华革命公墓。

## 轶事
- 1912年，袁希洛致信孙中山，首先提出建立辛亥革命战争纪念馆，于是在北京时找袁世凯征求他的意见。工作人员要袁希洛行三鞠躬礼，袁希洛却直接行握手礼并且说“老宗台，你使清朝政权还我国民，很辛苦了。”而袁世凯则回“贵代表是我宗族的英俊，革命很辛苦了。”但之后谈建立辛亥革命战争纪念馆之事却被袁世凯敷衍了事。
- 北伐战争时，袁希洛因斥责孙传芳，几遭不测。
- 在当启东县首任县长时，袁希洛因自己种植棉花，自己挑粪，浇肥，于是被官士乡绅讥讽为“挑粪县长”。
- 据说，袁希洛在辛亥革命后曾亲自坐镇南汇县城门强行剪路人的长辫；江浙战争后，袁希洛在宝山路旁厕所边，用铁铸造齐燮元像，说“此人就是今天的秦桧”，望路人唾弃。
- 中国抗日战争爆发不久，袁希洛和夫人便搬到霞飞坊9号三楼前间，生活窘迫，汪精卫政权想请他任职，袁希洛断拒。1943年7月30日，汪精卫政权接收法租界，日本宪兵欲强占霞飞坊的房子，袁希洛亲自为民请命，写信给日伪上海市政府之市长陈公博，信中明确表示：霞飞坊是民房，日本宪兵强占是无理的，袁希洛并且以自己绝食为行动提出抗议。由于袁希洛身份为民国的元老，所以霞飞坊得以保全。
- 中国抗日战争时袁希洛避居于上海法租界，汪精卫曾要袁希洛出任任江苏省主席，被袁希洛严拒。中国抗日战争胜利后，毛泽东与蒋中正在重庆进行国共谈判期间，袁希洛以文章揭露中国国民党准备发动国共内战的阴谋，稿件被《苏报》退回之后，袁希洛就自己刊印散发。1948年第一届国民大会第一次会议，袁希洛因曾为国父孙中山授印，所以成了终身国大代表，他走上第一届国民大会第一次会议讲台时，边和蒋中正握手，边声泪俱下地说：“老百姓太苦啦，还打什么仗？”第二次国共内战后，袁希洛已穷困潦倒，仅靠卖家为生，旋被特聘为上海市政府参事。